# J. Holiday
J. Holiday er en r&b-sanger fra USA.

## Diskografi
- Back of My Lac' (2007)
- Round 2 (2009)
- Guilty Conscience (2014)[1]
- Time (2022)

## Filmografi
| År   | Titel                      | Rolle                    | Noter      |
| ---- | -------------------------- | ------------------------ | ---------- |
| 2008 | Lincoln Heights            | Sig selv                 |            |
| 2009 | Real Housewives of Atlanta | Sig selv (gæsteoptræden) |            |
| 2013 | School of Hard Knocks      | Jason                    | Film debut |
| 2014 | The Arsenio Hall Show      | Sig selv                 |            |
| 2021 | Conflicted                 | Kam                      |            |